# Schaqyp Assanow

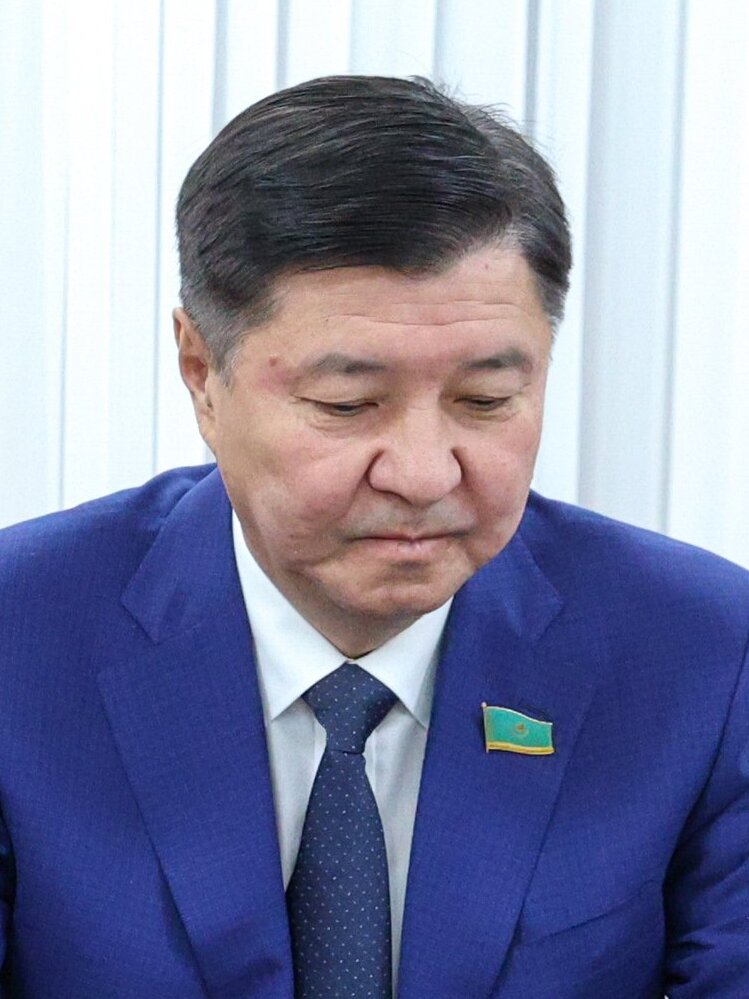
Schaqyp Assanow, 2024

Schaqyp Qaschmanuly Assanow (kasachisch Жақып Қажманұлы Асанов, russisch Жакип Кажманович Асанов Schakip Kaschmanowitsch Assanow; * 17. August 1963 in Ksyl-Orda, Kasachische SSR) ist ein kasachischer Jurist.

## Leben
Schaqyp Assanow wurde 1963 in Ksyl-Orda geboren. Er studierte Rechtswissenschaften an der Staatlichen Kasachischen Universität; das Studium schloss er 1985 ab.
Nach dem Studium arbeitete er für die Staatsanwaltschaft in Ksyl-Orda als leitender Staatsanwalt der Stadt Ksyl-Orda sowie als Assistent des Staatsanwaltes der Oblast Ksyl-Orda. Von 1993 bis 1994 arbeitete er bei der Generalstaatsanwaltschaft Kasachstans als Leiter der Abteilung für die Einhaltung der bankrechtlichen Aufsicht und Finanzwesen. Zwischen November 1994 und November 1996 war er als Berater sowie Leiter der Abteilung für Rechtsstaatlichkeit und Justizreform in der Verwaltung des Präsidenten Kasachstans tätig. 1996 war er erster stellvertretender Leiter der Steuerpolizei des Gebietes Südkasachstan. Nach nur wenigen Monaten in dieser Position arbeitete er ab 1997 erneut für die kasachische Generalstaatsanwaltschaft. Von Februar 2001 bis Februar 2002 arbeitete er als erster stellvertretender Staatsanwalt der Stadt Almaty und von Februar 2002 bis Juni 2003 war er Staatsanwalt des Gebietes Pawlodar. Im Juni 2003 wurde Assanow zum stellvertretenden Justizminister ernannt. In den Jahren 2005 und 2006 war er stellvertretender Geschäftsführer der Nationalen Union der Unternehmer und Arbeitgeber Kasachstans, Vorstandsvorsitzender von Kasachstanskije kommunalnyje sistemy und Vorstandsmitglied des Unternehmens Ordabassy.
Nach der Parlamentswahl 2007 wurde er Abgeordneter in der Mäschilis, dem kasachischen Parlament. Hier war er Mitglied des Ausschusses für Gesetzgebung und Justizreform. Seit dem 6. September 2012 war Assanow stellvertretender Generalstaatsanwalt und am 25. April 2016 wurde er zum Generalstaatsanwalt Kasachstans ernannt. Seit dem 11. Dezember 2017 ist er Präsident des Obersten Gerichtshofs der Republik Kasachstan.